# Zmęczenie materiału (film)
Zmęczenie materiału (oryg. Pushing Tin) – film z 1999 roku w reżyserii Mike’a Newella na podstawie artykułu Darcy Frey.

## Opis fabuły
Nick Falzone (John Cusack) jest kontrolerem lotu w nowojorskiej przestrzeni powietrznej, rzekomo (według słów bohaterów filmu) najbardziej zapełnionemu samolotami miejscu na Ziemi. Nick jest wesołym, szanowanym i lubianym przez kolegów po fachu człowiekiem. Ma kochającą, piękną żonę Connie (Cate Blanchett) i ogromną satysfakcję z pracy (jeden z najlepiej płatnych zawodów w USA - również według słów bohaterów). Jego jedyną, drobną wadą jest fakt, iż gotów jest zrobić niemalże wszystko, by utrzymać palmę najlepszego kontrolera lotów w ośrodku, na którą pieczołowicie pracował latami.
Idylla i sielanka zostają nagle przerwane, gdy do zespołu dołącza ekscentryczny Russell Bell (Billy Bob Thornton), oddelegowany z innego ośrodka kontroli lotów z nie do końca wyjaśnionych powodów. O tym, jak wyjątkowy (czy wręcz szalony) jest to człowiek, koledzy po fachu dowiadują się od pierwszych chwil. Szef ośrodka prezentuje im film wideo nakręcony amatorską kamerą, na którym widać Bella stojącego na pasie startowym, kilkadziesiąt metrów od miejsca przyziemienia Boeinga 747 i dającego się następnie porwać wirującej strudze powietrza powstającej za lądującym samolotem.
Od pierwszego dnia narasta konflikt między Nickiem Falzone a Russelem Bellem, który jest przez tego pierwszego postrzegany jako konkurent-pretendent usiłujący zdetronizować go z piedestału najlepszego kontrolera lotu. Sytuacja zaognia się, gdy Falzone i jego koledzy poznają, podczas rytualnie organizowanego co kilka tygodni barbecue, żonę Bella - Mary (Angelina Jolie), równie piękną i seksowną, co ekscentryczną, a dziwnością sądów i zachowań dorównującą, jeśli nie przewyższającą swojego męża. Mary swoim zachowaniem zaskakuje, czy wręcz szokuje wszystkich, a przy okazji wychodzi na jaw, że jest uzależniona od alkoholu, a przynajmniej solidnie go nadużywająca.
Któregoś feralnego dnia Nick spotyka w hipermarkecie zapłakaną i lekko już wstawioną Mary. Zaprasza ją na wspólną kolację, której finał da się przewidzieć - oboje lądują w łóżku. Jakby tego wszystkiego było mało, Mary Bell już następnego dnia wyznaje mężowi całą prawdę o zdradzie.
W tym momencie następuje apogeum kryzysu zawodowego i życiowego Nicka Falzone. W pracy zaczyna wpadać w paranoje, których głównym bohaterem jest Russell Bell. Doprowadza go to do popełnienia drugiego z dwóch dopuszczalnych błędów zbliżenia dwóch prowadzonych samolotów na odległość kolizyjną. Zostaje po tym wysłany na przymusowy urlop, a jego dalsza kariera w zawodzie staje na krawędzi. Żona, która również po czasie dowiaduje się o zdradzie, opuszcza go i wyprowadza się razem z dziećmi. Życie Nicka popada w ruinę.
Wyjście z tej trudnej sytuacji, choć bardzo trudne, jest możliwe, a zawiera w sobie długą podróż przez Stany Zjednoczone, dość szczerą rozmowę między zawodowymi rzekomymi rywalami oraz nietypową wycieczkę na pewien pas startowy.

## Obsada
- John Cusack – Nick Falzone
- Cate Blanchett – Connie Falzone
- Angelina Jolie – Mary Bell
- Billy Bob Thornton – Russell Bell
- Jake Weber – Barry Plotkin
- Kurt Fuller – Ed Clabes
- Vicki Lewis – Tina Leary
- Jerry Grayson – Leo Morton
- Philip Akin – Paul
- Matt Ross – Ron Hewitt